# سعد الدين عطية
سعد الدين عطية (1957 - 9 مارس 2019) ممثل أردني.

## عن حياته
ولد عام 1957 ويعتبر من مؤسسي الحركة المسرحية في الأردن عام 1974 ، فهو عضو نقابة الفنانين الأردنيين، وشارك في الكثير من الأعمال الفنية التلفزيونية والمسرحية ولقد قدم عشرات المسلسلات والمسرحيات، خاصة ذات الطابع الاجتماعي والريفي، وتنوعت أدواره ما بين الكوميديا والتراجيديا.

## من أعماله

### مسلسلات
- ضوء أسود (2017).
- نمر بن عدوان (2007).
- دقة قلب (2016).

### مسرحيات
- نور من السماء.
- زواد ولد عواد.

## وفاته
توفي يوم 9 مارس 2019 في إثر وعكة صحية ألمت به عن عمر يناهز 62 سنة.

## روابط خارجية
- سعد الدين عطية على موقع قاعدة بيانات الأفلام العربية